# 新竪町
新竪町（しんたてまち）は、石川県金沢市の町名。住居表示未実施地区で、3丁目のみが存在する。

## 地理
- 隣は、鱗町、幸町、竪町。

## 小中学校の校区
市立小学校に通う場合は犀桜小学校、市立中学校に通う場合は城南中学校に通う。

## 施設
- 旧・金沢市立新竪町小学校（現在は一時的に金沢市立中央小学校芳斎分校が移転。）
- 新竪町商店街

### 道路
- 犀川大通り